# Fanny Cadeo
Fanny Cadeo (født Stefania Cadeo 11. september 1970 i Lavagna) er en italiensk skuespiller, sanger og model.